# Paul Painlevé
Paul Painlevé (Paris, 5 de dezembro de 1863 — Paris, 29 de outubro de 1933) foi um matemático e político francês.
Ocupou o cargo de primeiro-ministro da França.
Recebeu o Prêmio Poncelet, em 1896.
Foi palestrante convidado do Congresso Internacional de Matemáticos em Heidelberg (1904: Le problème moderne de l'intégration des équations différentielles).